# Транслітерація
Транслітера́ція, або транслітерува́ння (від лат. trans- — «через», «по той бік» і litera — «літера») — механічне передання тексту й окремих слів, які записані однією графічною системою, засобами іншої графічної системи при другорядній ролі звукової точності, тобто передання однієї писемності літерами іншої.
Необхідність у транслітерації виникла наприкінці XIX ст. (у процесі створення прусських наук, бібліотек) для того, щоб включити в єдиний каталог праці, написані мовами, які базуються на латинських, кириличних, арабських, індійських та інших системах письма. Інструкції транслітерації, складені з цією метою, стали у XX ст. основою стандарту для перекладу нелатинських систем письма на латиницю.
Транслітерація відрізняється від транскрипції, яка при перетворенні на українську мову іншомовних слів керується тим, як ті іншомовні слова вимовляються, а не пишуться.

## Принципи транслітерації
Транслітерація застосовується для спрощення друкарського набору або для заміни маловідомого алфавіту відомим. Транслітеруванню піддаються географічні та інші власні назви, терміни, що набули міжнародного визнання. При їх перенесенні з мови в мову бажано дотримуватися точності або в збереженні буквеного образу топоніма чи власного імені, або у відтворенні звучання. Зумовлене це тим, що жоден з існуючих алфавітів не забезпечує повної відповідності між написанням і вимовою.
Особливої гостроти вона набуває з посиленням міжнародних контактів. Вони спричинюють необхідність створення універсальних транслітерацій, чим займається Міжнародна організація зі стандартизації (англ. ISO — International Organisation for Standardisation).

## Правила транслітерації
Офіційна система українсько-англійської транслітерації, яка сьогодні застосовується при відтворенні українських власних назв засобами англійської мови в законодавчих та офіційних актах, оригінально була ухвалена рішенням Української комісії з питань правничої термінології від 19 квітня 1996 р. № 9 та після декількох законодавчих відхилень була відновлена (з незначною зміною у відтворенні букви «щ») постановою Кабінету Міністрів України від 27 січня 2010 р. № 55 Про впорядкування транслітерації українського алфавіту латиницею. Основні її постулати:
- Використання затвердженої системи не є обов'язковим при перекладі іноземних імен на українську мову.
- Транслітерація повинна здійснюватися безпосередньо з української на англійську мову, без використання жодної додаткової мови.
- Затверджена норма є обов'язковою для перекладу імен з української на англійську в законодавчих і офіційних актах.
- Для стислості система дозволяє для імен як місто «Zaporizhzhia» називатися як «Zaporizhia», «L'viv» як «Lviv» і т. д. Крім того, наведено короткий список офіційних варіантів написання назв: «Ukraine» (без артикля «the»), «Crimea» (на противагу «Krym»), «Black Sea» і «Sea of Azov». У деяких випадках «традиційні» форми можуть бути вказані в дужках після офіційної форми.

| Українська | Англійська | Коментарі                                    | Приклад                                     |
| ---------- | ---------- | -------------------------------------------- | ------------------------------------------- |
| А          | А          | —                                            | Алушта — Alushta                            |
| Б          | B          | —                                            | Борщагівка — Borshchahivka                  |
| В          | V          | —                                            | Вишгород — Vyshhorod                        |
| Г          | H, gh      | Gh — після З, H — в інших позиціях           | Гадяч — Hadiach; Згорани — Zghorany         |
| Ґ          | G          | —                                            | Ґалаґан — Galagan                           |
| Д          | D          | —                                            | Дон — Don                                   |
| Е          | E          | —                                            | Рівне — Rivne                               |
| Є          | Ye, ie     | Ye — на початку слова, іе — в інших позиціях | Єнакієве — Yenakiieve; Наєнко — Naienko     |
| Ж          | Zh         | —                                            | Житомир — Zhytomyr                          |
| З          | Z          | —                                            | Закарпаття — Zakarpattia                    |
| И          | Y          | —                                            | Медвин — Medvyn                             |
| І          | I          | —                                            | Іршава — Irshava                            |
| Ї          | Yi, i      | Yi — на початку слова, і — в інших позиціях  | Їжакевич — Yizhakevych; Кадіївка — Kadiivka |
| Й          | Y, i       | Y — на початку слова, і — в інших позиціях   | Йосипівка — Yosypivka; Стрий — Stryi        |
| К          | K          | —                                            | Київ — Kyiv                                 |
| Л          | L          | —                                            | Лебедин — Lebedyn                           |
| М          | M          | —                                            | Миколаїв — Mykolaiv                         |
| Н          | N          | —                                            | Ніжин — Nizhyn                              |
| О          | O          | —                                            | Одеса — Odesa                               |
| П          | P          | —                                            | Полтава — Poltava                           |
| Р          | R          | —                                            | Ромни — Romny                               |
| С          | S          | —                                            | Суми — Sumy                                 |
| Т          | T          | —                                            | Тетерів — Teteriv                           |
| У          | U          | —                                            | Ужгород — Uzhghorod                         |
| Ф          | F          | —                                            | Фастів — Fastiv                             |
| Х          | Kh         | —                                            | Харків — Kharkiv                            |
| Ц          | Ts         | —                                            | Біла Церква — Bila Tserkva                  |
| Ч          | Ch         | —                                            | Чернівці — Chernivtsi                       |
| Ш          | Sh         | —                                            | Шостка — Shostka                            |
| Щ          | Shch       | —                                            | Гоща — Hoshcha                              |
| Ю          | Yu, iu     | Yu — на початку слова, iu — в інших позиціях | Юрій — Yurii; Крюківка — Kriukivka          |
| Я          | Ya, ia     | Ya — на початку слова, іа — в інших позиціях | Яготин — Yahotyn; Ічня — Ichnia             |

## Право на ім'я
Якщо людину не влаштовує транслітерований запис її прізвища та/або імені, вона може скористатися правом транскрибувати їх відповідно до своєї національної традиції, яке дає Цивільний кодекс України, глава 22, Стаття 294.